# Стројковце
Стројковце је насељено место града Лесковца у Јабланичком округу. Према попису из 2022. било је 1.014 становника. Најпознатији Стројковчанин је познати глумац и редитељ Гојко Митић који живи у Берлину.

## Положај и тип
На 11 километара јужно од Лесковца, на месту где се Накривањска река улива у Ветерницу, заселило се село Стројковце, чији је главни део лоциран између ових двеју река у јужном углу. Село се није развијало само на обалама ових двеју река, већ поред путева који кроз село пролазе или одавде као од чворишта иду у разне правце, па би се тако могло сматрати и друмским насељем. Под Турцима, када је лонгитудални пут Београд—Солун успостављен, Стројковце је, после Лесковца, било једино насеље које се нашло на том путу. Иза њега, на око три километра, налазило се село Накривањ, кроз које је тако исто овај друм, пре но што зађе у планину, пролазио. Тај карактер друмског насеља и раскрсннце путева Стројковце је и данас задржало. Као и остала села Поречја, збијеног је типа.

## Реке
У погледу текућих вода Стројковце представља јединствен случај у Поречју. Поред њега и кроз њега теку две реке: Ветерница и Накривањска река, а на западу кроз његов атар тече и речица Ботуња. На своме атару и у својој близини има и три извора, кладенца: Терзијски уз пут за Вучје и Код гробља. Сем тога, благодарећи притиску Ветернице и Накривањске реке, изданска вода је обилата и свуда присутна, па свако домаћинство има свој бунар у дворишту.
Обиље воде у атару овог села има вишеструки значај. Механичку снагу Накривањске реке Стројковчани су користили за покретање многобројних воденица, а воду Ветернице, па и Накривањске реке употребаљавали су за мочење конопљине трске у доба када се ова индустријска биљка обилато сејала у Поречју.
　　　　

## Земља
У оптималном положају са гледишта обиља речних вода и путева, Стројковце је и најбогатије село у обрадивој земљи. Атар му је велики и захвата простор од 953 хектара, од кога оранице захватају 556 хектара. То је највећа површина зиратне земље коју има ма које село Поречја. У своме атару ово село има шуме у површини од 168 хектара, ливаде у површини од 74 хектара. Земљиште носи ове називе: Селиште, на левој обали Ветернице, Прогон, западно од Селишта, Кас'мово (некад под храстовом шумом иако у алувијалној равни Ветернице), Ашанке, на северу од Кас'мово, Росуља, у правцу Паликуће, Свињарник, Језаве (до Ветернице, до пре 60 година под водом и шеваром), Пелиниште (по пелину и „козјој погачи" којим биљем је било обрасло), Калдрме у продужењу шаиновачких Калдрмки, Карапанџино-Карапанџин мост, Код гробља, Доње поље, Горње селиште (од Стројковца ка Накривњу), Грбавица, Црвени брег; ливаде: Доње ливаде и Горње ливаде, код Шаиновца, Росуље поред горњег пута. Виногради: Чука и Средњи рид. Шуме: Веверица, Равнине, Средњи рид.

## Историја
У атару села постоје трагови неолитског насеља на месту зв. Средња била на десној обали Накривањске реке. Иако Хан у своме путопису „Од Београда до Солуна", не наводи колико је Стројковце имало становника, оно није могло бити мало село, јер је Милан Ђ. Милићевић, двадесетак година после Хановог пропутовања, забележио да је Стројковце имало после ослобођења од Турака 107 пореских глава. Сем тога, пред крај турске власти, Стројковце је било подељено на четири господарлука и имало четири читлук-сахибије, па и то говори у прилог његове величине као насеља, пространости његовог атара и богатства његове земље.
У дворишту једног од последњих господара Стројковца, Рашит-бега, до пре нешто више од 30 rодина (1972), постојао је огроман храст, који је народ означавао као Рашит-бегов храст. Имао је обим на висини од 1,5 метра од земље око шест метара, па су га једва обухватала четири крупна човека. Храст се сасушио и најзад сам пао, а нико није смео да у њега удари секиром, пошто се у народу веровало да су у њему становали духови.
У Стројковцу је 1884. године подигнута радионица гајтана у воденици Дорке и Наталије Чуљковић. То је било прво текстилно предузеће у Лесковачкој котлини и оно је представљало онај ембрион из кога ће се, врло брзо, развити текстилна индустрија лесковачког базена. Зrрада воденице у којој је била ова прва радионица данас је претворена у Музеј текстилне индустрије.
Као траг некада веома развијеног вoденичарства на реци Накривањској у Стројковцу постоје три зrраде старих воденица: Исака Османбеговића, Наталије Чуљковић и Хаџитанчићева воденица.
　　　　

## Демографија
У насељу Стројковце живи 1080 пунолетних становника, а просечна старост становништва износи 41,8 година (41,1 код мушкараца и 42,6 код жена). У насељу има 324 домаћинства, а просечан број чланова по домаћинству је 4,15.
Ово насеље је насељено Србима (према попису из 2002. године).
|  |

| Демографија | Демографија | Демографија |
| Година      | Становника  | Становника  |
| ----------- | ----------- | ----------- |
| 1948.       | 1.182       |             |
| 1953.       | 1.204       |             |
| 1961.       | 1.246       |             |
| 1971.       | 1.325       |             |
| 1981.       | 1.384       |             |
| 1991.       | 1.409       | 1.380       |
| 2002.       | 1.344       | 1.391       |
| 2011.       | 1.233       |             |
| 2022.       | 1.014       |             |

| Етнички састав према попису из 2002.‍ | Етнички састав према попису из 2002.‍ | Етнички састав према попису из 2002.‍ | Етнички састав према попису из 2002.‍ | Етнички састав према попису из 2002.‍ |
| ------------------------------------ | ------------------------------------ | ------------------------------------ | ------------------------------------ | ------------------------------------ |
|                                      |                                      |                                      |                                      |                                      |
| Срби                                 | Срби                                 |                                      | 1.341                                | 99,77%                               |
| Црногорци                            | Црногорци                            |                                      | 1                                    | 0,07%                                |
| Македонци                            | Македонци                            |                                      | 1                                    | 0,07%                                |
| непознато                            | непознато                            |                                      | 0                                    | 0,0%                                 |

| Година пописа     | 1948. | 1953. | 1961. | 1971. | 1981. | 1991. | 2002. |
| ----------------- | ----- | ----- | ----- | ----- | ----- | ----- | ----- |
| Број домаћинстава | 186   | 206   | 239   | 298   | 319   | 324   | 324   |

| Број чланова      | 1  | 2  | 3  | 4  | 5  | 6  | 7  | 8 | 9 | 10 и више | Просек |
| ----------------- | -- | -- | -- | -- | -- | -- | -- | - | - | --------- | ------ |
| Број домаћинстава | 31 | 53 | 29 | 66 | 56 | 61 | 17 | 9 | 1 | 1         | 4,15   |

| Пол    | Укупно | Неожењен/Неудата | Ожењен/Удата | Удовац/Удовица | Разведен/Разведена | Непознато |
| ------ | ------ | ---------------- | ------------ | -------------- | ------------------ | --------- |
| Мушки  | 576    | 123              | 405          | 35             | 13                 | 0         |
| Женски | 556    | 63               | 408          | 76             | 9                  | 0         |
| УКУПНО | 1.132  | 186              | 813          | 111            | 22                 | 0         |

| Пол    | Укупно                    | Пољопривреда, лов и шумарство | Рибарство                            | Вађење руде и камена | Прерађивачка индустрија       |
| ------ | ------------------------- | ----------------------------- | ------------------------------------ | -------------------- | ----------------------------- |
| Мушки  | 267                       | 59                            | 0                                    | 0                    | 115                           |
| Женски | 139                       | 20                            | 0                                    | 0                    | 82                            |
| УКУПНО | 406                       | 79                            | 0                                    | 0                    | 197                           |
| Пол    | Производња и снабдевање   | Грађевинарство                | Трговина                             | Хотели и ресторани   | Саобраћај, складиштење и везе |
| Мушки  | 4                         | 14                            | 18                                   | 0                    | 12                            |
| Женски | 1                         | 2                             | 7                                    | 0                    | 1                             |
| УКУПНО | 5                         | 16                            | 25                                   | 0                    | 13                            |
| Пол    | Финансијско посредовање   | Некретнине                    | Државна управа и одбрана             | Образовање           | Здравствени и социјални рад   |
| Мушки  | 0                         | 0                             | 18                                   | 5                    | 8                             |
| Женски | 0                         | 1                             | 3                                    | 10                   | 11                            |
| УКУПНО | 0                         | 1                             | 21                                   | 15                   | 19                            |
| Пол    | Остале услужне активности | Приватна домаћинства          | Екстериторијалне организације и тела | Непознато            | Непознато                     |
| Мушки  | 7                         | 0                             | 0                                    | 7                    | 7                             |
| Женски | 0                         | 0                             | 0                                    | 1                    | 1                             |
| УКУПНО | 7                         | 0                             | 0                                    | 8                    | 8                             |

## Галерија
- Улаз у село
- Месна канцеларија
- Месна канцеларија
- ОШ Никола Скобаљић
- ОШ Никола Скобаљић
- Музеј текстила
- Музеј текстила
- Музеј текстила
- Пут који спаја Стројковце и Вучје
- Пут који спаја Стројковце и Вучје
- Фабрика намештаја у селу
- Фабрика намештаја у селу